# Druckluftschrauber

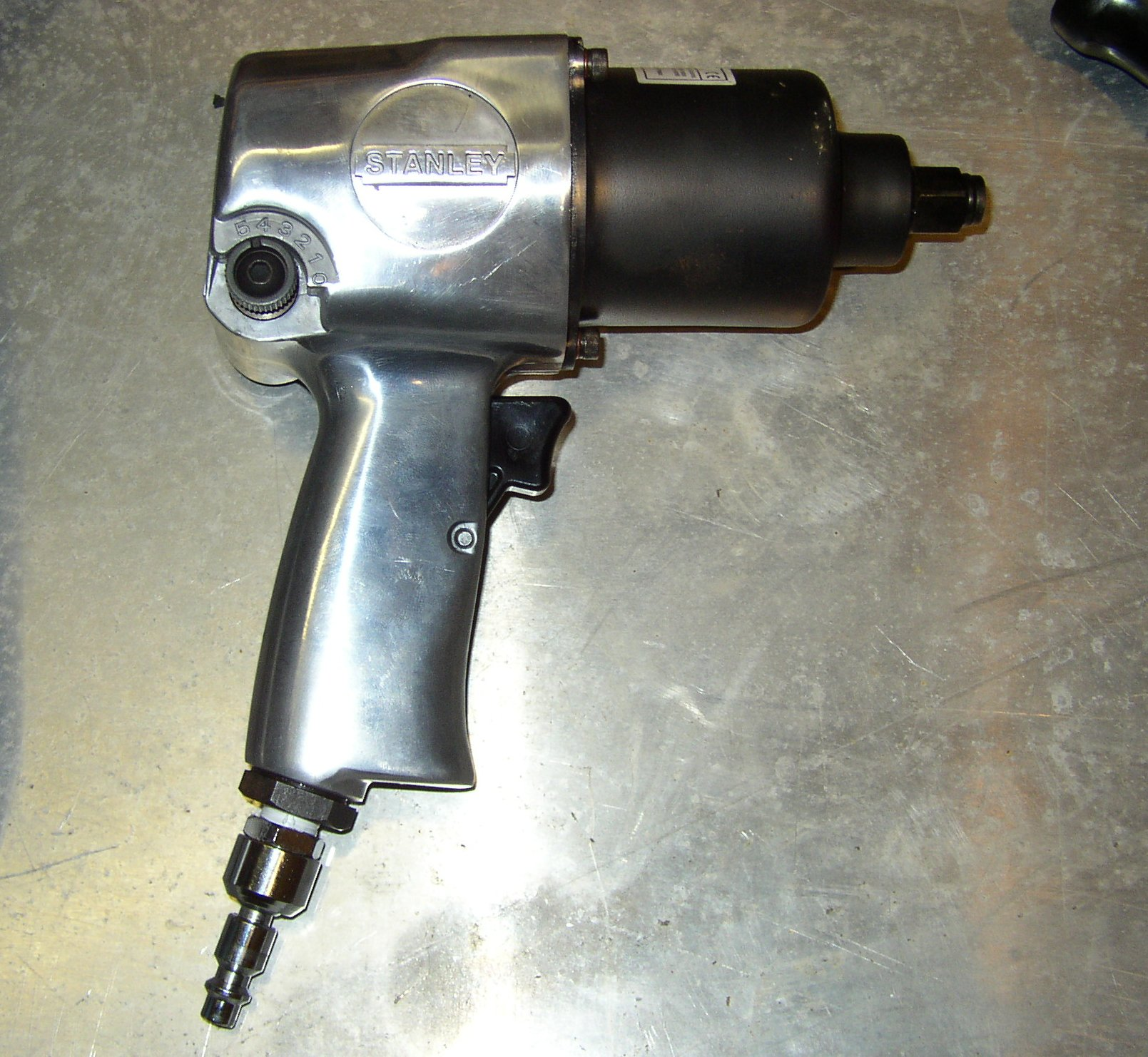
Druckluftschrauber

Ein Druckluftschrauber ist ein durch Druckluft angetriebenes Werkzeug zum Ein- und Ausdrehen von Schrauben und Muttern. Er ähnelt dem Elektroschrauber.

## Ausführung
Ein Druckluftmotor treibt direkt oder über ein Getriebe die Arbeitsspindel. Das Drehmoment an der Schraubverbindung muss gegengehalten werden. Eine Drehrichtungsänderung (Rechts-/Linkslauf) ist regelmäßig vorhanden. Darüber hinaus können Druckluftschrauber mit einer Drehmomenteinstellung ausgestattet sein, die bei Erreichen des Nenndrehmoments den Schraubvorgang abbricht. Bei der Forderung nach höheren Drehmomenten kann ein Druckluftschrauber auch als Impulsschrauber ausgeführt werden.

## Anlauf der Schrauber
Der Startmechanismus öffnet/schließt oder drosselt die in den Luftmotor eintretende Druckluft. Beim Anlauf der Schrauber gibt es zwei verbreitete Arten:
- Der Schrauber startet durch händisches Betätigen eines Knopfes oder Hebels (= Drückerstart bzw. Hebelstart).
- Der Schrauber läuft an, wenn er mit dem montierten Steckwerkzeug (Schraubbit oder Stecknuss) auf die Schraube aufgesetzt und sodann händisch auf die Schraube gedrückt wird (= Schubstart).

## Vor- und Nachteile
Ein Vorteil des Druckluftschraubers ist die hohe Überlastfähigkeit. Bei Elektrogeräten kann eine Überhitzung zu einer Beschädigung des Geräts führen.
Die Drehmoment-Toleranz beim Druckluftschrauber ist, verglichen mit den Toleranzen bei den Elektroschraubern, deutlich größer. Weiterhin ist beim Betrieb der Druckluftschrauber eine Schmierung des Luftmotors erforderlich. Die Schmierung erfolgt meist in Form von Öl, welches der Druckluft über ein in die Luftleitung eingebautes Öler-Modul zugegeben wird. Beim Schraubvorgang tritt am Schrauber die Druckluft durch den Auslassfilter aus. Dabei wird auch das Öl als fein verteiltes Aerosol in die Umgebungsluft abgegeben und kann durch die Bediener eingeatmet werden. In jüngerer Zeit werden allerdings auch vermehrt Modelle angeboten, die ölfrei betrieben werden können. Weiterhin können Druckschwankungen einen Einfluss auf das erreichte Anzugsmoment haben. Bei Elektroschraubern gibt es häufig die Möglichkeit für einen Sanftanlauf. Diese Funktion fehlt den meisten Druckluftschraubern.
Die Mobilität ist bei Elektroschraubern größer, da Elektrowerkzeuge auch als Batteriegerät möglich sind sowie das Energiemedium Strom deutlich häufiger verfügbar ist als Pressluft und ein Stromkabel als handlicher empfunden wird als ein Druckluftschlauch. Andererseits eignen sich Druckluftschrauber, wie andere druckluftbetriebene Werkzeuge auch, eher zur Verwendung in explosionsgefährdeten Bereichen, da vom Antrieb selbst keine Funkenbildung verursacht werden kann.